# Serbokroatisk
Serbokroatisk er betegnelsen for en sproggruppe eller et såkaldt diasystem, der tales i Serbien, Kroatien, Bosnien og Hercegovina og Montenegro, samt i mindre omfang i Kosovo.
Udtrykket serbokroatisk brugtes især i Jugoslavien 1922-1941 og 1954-1991, hvor det var det officielle sprog i Jugoslavien. I dag bruges i højere grad udtrykkene bosnisk, kroatisk, serbisk og montenegrinsk eller BKS-diasystemet, hvis de skal betegnes under ét (fx i sprogvidenskab og oversættelse).
Forskellene i sprogene er minimale og man kan uden problemer kommunikere selvom man taler forskellige sprog/dialekter. Desuden er grænserne mellem sprogene og dialekterne flydende og ofte defineret af, hvilket tilhørsforhold de der taler sproget ønsker at definere sig under. F.eks. kalder bosniske serbere oftest deres sprog for serbisk, selvom de taler den samme dialekt som bosniakker, der i høj grad kalder deres sprog bosnisk. Desuden følger grænserne for de forskellige dialekter (se næste afsnit) hverken de nationale grænser eller de etnisk-religiøse grænser.
Sproget har gennem tiderne været under indflydelse fra de forskellige magtforhold i regionen – således har man i Bosnien fx traditionelt flere tyrkiske ord og i Kroatien tydelig indflydelse fra tysk, men færre latinske ord.
Skriftligt har både været anvendt kirkeslavonisk, arabisk, latinsk og kyrillisk alfabet. Latinsk og kyrillisk har været de mest fremherskende i nyere tid og var begge officielle i Jugoslavien.
Mens Jugoslavien eksisterede, er der sket en tilnærmelse mellem de forskellige dialekter eller sprog mens man efter opdelingen af landet i kølvandet på krigene i 1990'erne flere steder har forsøgt at søge tilbage til mere traditionel og derfor nationalt differentieret sprogbrug.

## Dialekter
Serbokroatisk er udviklet som et såkaldt diasystem – dvs. et "dobbeltsystem", der inkluderer og accepterer både de oprindeligt kroatiske varianter og de oprindeligt serbiske varianter (inkl. bosnisk og montenegrinsk).
Der findes mange dialekter i serbokroatisk og traditionelt deles de op i štokavisk, kajkavisk, čakavisk og torlakisk. Desuden deles štokavisk op i nyštokavisk og gammelštokavisk. Det moderne skriftsprog som almindeligvis bruges bygger på nyštokavisk, hvor de andre dialekter nærmest har status som en slags mindretalssprog (nogle er dog også skrevne).
Det der overvejende opfattes som moderne kroatisk, bosnisk og serbisk (eller tidligere serbokroatisk) er nyštokavisk. Denne dialekt har dog også underdialekter der kaldes ekavisk, (i)jekavisk og ikavisk. Disse dialekter er defineret af en række faste ord, der på ekavisk staves med e, på (i)jekavisk med ije eller je og på ikavisk med i. Således hedder fx ordet for barn henholdsvis dete, dijete og dite.

## Eksempel på sproglige forskelle
| Dansk | Kroatisk                                                                                              | Bosnisk | Serbisk                                                                                                   |
| --- | --- | --- | --- |
| Med hensyn til udstødning og luftforureningen i Jerusalem, ville det være nødvendigt at træffe foranstaltninger til at sikre sikkerhed. | Glede ispušnih plinova i zagađivanja zraka u Jeruzalemu, bilo bi potrebito poduzeti mjere sigurnosti. | U pogledu izduvnih gasova i zagađivanja vazduha u Jerusalimu, bilo bi potrebno preduzeti mjere bezbjednosti. | У погледу издувних гасова и загађивања ваздуха у Јерусалиму, било би потребно предузети мере безбедности. |
| Hvidt salt til madlavning er en kemisk forbindelse af natrium og klor.                                                                  | Bijela sol za kuhanje kemijski je spoj natrija i klora.                                               | Bijela so za kuhanje je hemijski spoj natrijuma i hlora.                                                     | Bela so za kuvanje je hemijsko jedinjenje natrijuma i hlora.                                              |
| Toget afgår fra stationen præcis klokken 10.                                                                                            | Vlak sa željezničkoga kolodvora krenut će točno u deset sati.                                         | Voz sa željezničke stanice krenut će tačno u deset sati.                                                     | Voz sa železničke stanice krenuće tačno u deset sati/časova.                                              |

## Kroatisk
- (Kroatisk: hrvatski jezik)

Kroatisk er i dag officielt sprog i Kroatien og i Bosnien-Hercegovina. Kroatisk skrives udelukkende med latinsk skrift. I Kroatien bruges traditionelt flere slaviske og germanske, men færre latinske ord og udtryk.
Det skønnes, at ca. 6,2 mio. mennesker taler kroatisk.
Kroatisk er såkaldt vest-štokavisk og der tales overvejende jekavisk samt ikavisk i Istrien. Desuden findes i Kroatien de særlige mindretalsdialekter kajkavisk og čakavisk.
- ( SIL: HRV; ISO 639-1: hr; ISO 639-2: hrv; ISO 639-3: 	hrv)
- Det kroatiske alfabet Ljudevit Gaj 1830): A 	B 	C 	Č 	Ć 	D 	Dž 	Đ 	E 	F 	G 	H 	I 	J 	K 	L 	Lj 	M 	N 	Nj 	O 	P 	R 	S 	Š 	T 	U 	V 	Z 	Ž
- Nominativ: Tko što?

## Bosnisk
- (Bosnisk: bosanski jezik)

Bosnisk er et af de officielle sprog i Bosnien-Hercegovina. Desuden tales bosnisk af bosniske mindretal i Serbien og Montenegro. Det skønnes, at ca. 2,1 mio. mennesker taler bosnisk. Bosnisk skrives hovedsageligt med det latinske alfabet, men kan også skrives med kyrillisk. Kyrillisk bruges dog mest i de serbisk dominerede egne af Bosnien-Hercegovina. Sprogvidenskabeligt kaldes sproget central-štokavisk og der tales overvejende jekavisk, dog i Hercegovina også ikavisk som dialekt. 
- (SIL: BOS; ISO 639-1: bs; ISO 639-2: bos; ISO 639-3: bos)
- Det bosniske alfabet: 	A 	B 	V 	G 	D 	Đ 	E 	Ž 	Z 	I 	J 	K 	L 	LJ 	M 	N 	NJ 	O 	P 	R 	S 	T 	Ć 	U 	F 	H 	C 	Č 	DŽ 	Š
- Nominativ: Ko što?

## Serbisk
- (Serbisk: српски језик)

Serbisk tales i Serbien, Montenegro, Republika Srpska i Bosnien-Hercegovina, samt af serbere i Kosovo.
Det skønnes, at ca. 7,4 mio. mennesker taler serbisk. Serbisk skrives hovedsageligt med det kyrilliske alfabet, men det latinske alfabet er dog også vidt udbredt (fx i kraft af internettet[kilde mangler]) og er det mest brugte i Vojvodina i det nordlige Serbien. 
Sprogvidenskabeligt set kaldes det øst-štokavisk og der tales overvejende ekavisk. Desuden tales den særlige dialekt torlakisk i det sydøstlige Serbien. 
- (SIL: SRP; ISO 639-1: sr; ISO 639-2: srb, ISO 639-3:SRP)
- Det serbisk-kyrilliske alfabet: 	А 	Б 	В 	Г 	Д 	Ђ 	Е 	Ж 	З 	И 	Ј 	К 	Л 	Љ 	М 	Н 	Њ 	О 	П 	Р 	С 	Т 	Ћ 	У 	Ф 	Х 	Ц 	Ч 	Џ 	Ш
- Det serbisk-latinske alfabet: 	A 	B 	V 	G 	D 	Đ 	E 	Ž 	Z 	I 	J 	K 	L 	LJ 	M 	N 	NJ 	O 	P 	R 	S 	T 	Ć 	U 	F 	H 	C 	Č 	DŽ 	Š
- Nominativ: Ko šta?

## Montenegrinsk
- (Montenegrinsk: Crnogorski, Црногорски)

Montenegrinsk er en helt særlig dialekt, der kun tales af visse befolkningsgrupper i Montenegro. Der er derfor i øjeblikket meget debat i landet om hvorvidt og i hvor høj grad man skal gøre de små dialektiske forskelle til nationalt sprog.
Montenegrisk alfabet: 
- Det montenegrinsk-kyrilliske alfabet: А Б В Г Д Ђ Е Ж З З' И Ј К Л Љ М Н Њ О П Р С Ć Т Ћ У Ф Х Ц Ч Џ Ш
- Det montenegrinsk-latinske alfabet: A B C Č Ć D Dž Đ E F G H I J K L Lj M N Nj O P R S Š Ś T U V Z Ź Ž

## Dialekternes system
Da som nævnt opdelingen i sprog er mere bestemt af politiske og etniske grænser end lingvistiske, er der en del overlap mellem dialekterne indenfor de enkelte sprog:
| Dialekt    | Subdialekt         | Bulgarsk | Makedonsk | Serbisk | Montenegrinsk | Bosnisk | Kroatisk | Slovensk |
| ---------- | ------------------ | -------- | --------- | ------- | ------------- | ------- | -------- | -------- |
| Torlakisk  |                    | x        | x         | x       |               |         |          |          |
| Šhtokavisk | Kosovo-Resava      |          |           | x       |               |         |          |          |
| Šhtokavisk | Šumadija-Vojvodina |          |           | x       |               |         |          |          |
| Šhtokavisk | Zeta–Raška         |          |           | x       | x             | x       |          |          |
| Šhtokavisk | Østherzegovinsk    |          |           | x       | x             | x       | x        |          |
| Šhtokavisk | Østbosnisk         |          |           |         |               | x       | x        |          |
| Šhtokavisk | Vestikavisk        |          |           |         |               | x       | x        |          |
| Šhtokavisk | Slavonsk           |          |           |         |               |         | x        |          |
| Čakavisk   |                    |          |           |         |               |         | x        |          |
| Kajkavisk  |                    |          |           |         |               |         | x        | x        |